# Arbuscula leibergii
Arbuscula leibergii là một loài Rêu trong họ Neckeraceae. Loài này được (E. Britton) H.A. Crum, Steere & L.E. Anderson miêu tả khoa học đầu tiên năm 1964.